# Дорошенко Андрій Юрійович
Андрій Юрійович Дорошенко (7 вересня 1987) — український спортсмен з кульової стрільби. Заслужений майстер спорту України. Срібний призер з кульової стрільби на літніх Паралімпійських іграх у Токіо 2020 року. Учасник літніх Паралімпійських ігор 2012 та 2016 року. Указом Президента України 16 вересня 2021 року нагороджений Орденом «За заслуги» ІІІ ступеня.
Займається стрільбою кульовою в Одеському регіональному центрі з фізичної культури і спорту інвалідів «Інваспорт».

## Життєпис
Тренери — Ірина Виноградова та Олег Близнюков. У 2020 році один з кращих спортсменів–володарів Олімпійських ліцензій у Одеській області.
30 серпня 2021 року Андрій Дорошенко завоював срібну медаль Паралімпіади 2020 року у Токіо в кульовій стрільбі на дистанції 10 метрів з пневматичної гвинтівки, набравши 245,1 балів.
25 вересня 2021 року, на святкуванні Дня міста Роздільна, виконавчим комітетом Роздільнянської міської ради нагороджений почесною відзнакою «За заслуги перед містом».

## Досягнення

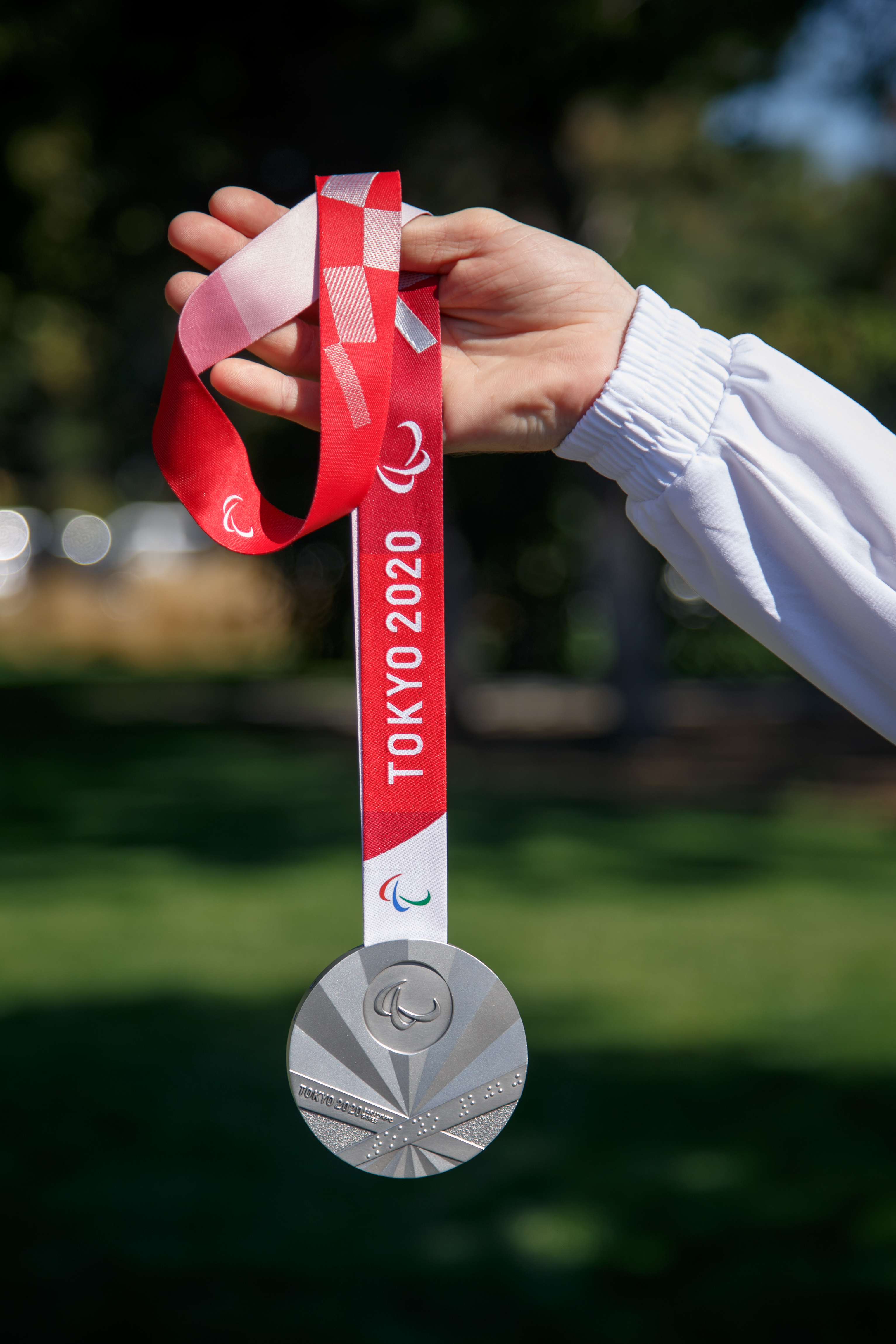
Срібна медаль Паралімпійських ігор 2020 року Андрія Дорошенка

- Срібний та бронзовий призер Кубків світу 2013 року (Англія, Таїланд).
- Чемпіон та бронзовий призер Кубку світу 2014 року (Польща).
- Бронзовий призер Чемпіонату світу 2014 року (Німеччина).
- Чемпіон Кубку світу 2015 року (Хорватія).
- Чемпіон, срібний та дворазовий бронзовий призер Кубків світу 2016 року (Таїланд, ОАЕ, Польща).
- Чемпіон та бронзовий призер Чемпіонату світу 2018 року (Корея).
- Дворазовий срібний та бронзовий призер Чемпіонату Європи 2018 року (Сербія).
- Дворазовий чемпіон, срібний та бронзовий призер Чемпіонату світу 2019 року (Австралія).
- Триразовий чемпіон та дворазовий срібний призер Кубків світу 2019 року (ОАЕ, Хорватія).
- Чемпіон Кубку світу 2021 року з кульової стрільби серед спортсменів-паралімпійців у Аль-Айні, ОАЕ (встановивши рекорд Європи)[4].
- Чемпіон Кубку світу 2021 року зі стрільби у Лімі, Перу (командна медаль) та срібний призер цього ж кубку[5].
- Срібний призер XVI Літніх Паралімпійських ігор 2020 року[6].
- Чемпіон Кубку світу 2022 року з паралімпійської кульової стрільби (Німеччина)[7].